# 鳩の糞
鳩の糞（はとのふん、ラテン語：stercus columbarium）は、聖書の語句。
第二列王記第6章第25節で、アラムの軍勢に包囲されて飢餓になったためにハトの糞が売買されたと記されている。
古い注釈では文字通り、鳥のハトの排泄物であると解釈してきた。ボシャールの『聖書動物誌』はヒヨコマメ、リンネはオオアマナ（Ornithogalum umbellatum）とし、エドワード・スミスの『英国の植物誌』、シュプレンゲルらも、オオアマナ説を支持している。
ヨセフス『ユダヤ古代誌』、ハーマー『考察』は文字通りのハトの糞説であるが、ハーマーは肥料に使われたとしている。
ハトの排泄物を食べたとする説では、ヨセフスの『ユダヤ戦記3』（山本書店p.116-117）、エウセビウスの『教会史』 を例として引用している。